# Angerona aurea
Angerona aurea là một loài bướm đêm trong họ Geometridae.